# Shōtarō Morikubo
Shotaro Morikubo (森久保 祥太郎, Morikubo Shōtarō) är en japansk röstskådespelare (seiyuu). Han föddes den 25 februari 1974 i Hachiōji, Tokyo. Några av hans mer kända roller är Shikamaru Nara från animen Naruto och Kadaj från Final Fantasy VII: Advent Children.
Enligt Anime News Network har Morikubo från och med 8 juli 2006 ungefär gjort 55 olika röstroller i anime, drama-cd:s och videospel.

## Roller
- After War Gundam X - Willis Aramis
- Apocripha/0 - Seles
- Bakusō Kyōdai Let's & Go!! - Mini Yon Fighter
- Blue Submarine No. 6 - Verg
- Boku wa Imouto ni Koi o Suru - Yori
- Captain Tsubasa - Shingo Aoi
- Cheeky Angel - Gakusan Takao
- Chosoku Spinner - Shunichi Domoto
- Cyborg 009 (2001 series) - Cyborg 002 / Jet Link
- Dotto Koni-Chan - High
- Excel Saga - Norikuni Iwata
- Fuyu no Semi - Seinoshin Aizawa
- Final Fantasy VII: Advent Children - Kadaj
- GetBackers - Ginji Amano
- Grandia II - Ryudo
- Hana-Kimi - Shuichi Nakatsu
- I'm Gonna Be An Angel - Raphael / Fuyuki Suzuhara
- Ichigo 100% - Sawayaka (OVA Character episode 3)
- Ikki Tousen - Saji Genpō
- Jak and Daxter series (Japanese version) - Jak
- Kai Doh Maru - Raiko Minamoto
- Kikaider - Kikaider 01 / Ichiro
- Konjiki no Gash Bell!! - Haruhiko
- Mars - Rei Kashino
- Melody of Oblivion - Hol
- Lodoss to Senki: Eiyū Kishi Den - Cecil
- Matantei Loki Ragnarok - Thor / Narugami
- Naruto - Shikamaru Nara
- Nerima Daikon Brothers - Ichirō
- Odin Sphere - Ingway
- Prétear - Gō
- Rave Master - Musica
- Rockman X5 through X6 - Dynamo
- Rockman X5 through X7 - Rockman X
- Prince of Tennis - Akaya Kirihara
- Samurai Gun - Ichimatsu
- Shin Megami Tensei Devil Child - Kai Setsuna
- Shining Force Neo - Max
- Sorcerous Stabber Orphen - Orphen
- Spriggan - Yu Ominae
- Tokyo Underground - Kashin
- Yamato Nadeshiko Shichi Henge - Kyohei Takano
- Ys - Adol Christin